# 9. Festival des politischen Liedes
9. Festival des politischen Liedes es un álbum en directo interpretado por artistas de diversas nacionalidades, grabado entre el 10 y el 18 de febrero de 1979 en el contexto de la novena versión del Festival de la canción política (en alemán: Festival des politischen Liedes) organizado por la Juventud Libre Alemana (FDJ) en el este de Berlín, en la época de la República Democrática Alemana.
Entre los intérpretes de habla hispana en el álbum se encuentran los mexicanos Amparo Ochoa y Gabino Palomares, y el nicaragüense Carlos Mejía Godoy.

## Lista de canciones
| Lado A |                                                                  |                                            |                       |          |  |
| N.º    | Título                                                           | Música                                     | Intérprete            | Duración |  |
| 1.     | «Chão Nosso» («Unser Boden»)                                     | Francisco Viana, Trovante                  | Trovante              |          |  |
| 2.     | «Heilani On Kuin Helluntai» («Mein Schatz Ist Wie Der Frühling») | tradicional, Hannu Kilpelä                 | Torpeedo              |          |  |
| 3.     | «Da Sind Wir Aber Immer Noch»                                    | Gerd Kern, tradicional                     | Oktoberklub           |          |  |
| 4.     | «Regine»                                                         | Bernd Rump, Eberhard Hasche, Ludwig Streng | Schicht               |          |  |
| 5.     | «Lied Des Guin Plenn»                                            | Viktor Kalnytsch, Janis Bloums             | Menuets               |          |  |
| 6.     | «L'Apprendista» («Der Lehrling»)                                 | Umberto Fiori, Tommaso Leddi               | Macchina Maccheronica |          |  |

| Lado B |                                                             |                                        |                            |          |  |
| N.º    | Título                                                      | Música                                 | Intérprete                 | Duración |  |
| 1.     | «Wie Schön Ist Meine Liebe»                                 | Jakovos Kambanellis, Mikis Theodorakis | María Farantoúri           |          |  |
| 2.     | «Vietnam - Kampuchea»                                       | Bao Chung                              | Klub "Frühling"            |          |  |
| 3.     | «Hamba Kahle» («Geht Ruhig, Soldaten»)                      | ANC-Kollektiv                          | Mayibuye                   |          |  |
| 4.     | «Revolutionäres Heimatlied Oder Tod»                        | Abdi Getachew, Merawe Sitot            | Gruppe Revolutionäres Lied |          |  |
| 5.     | «Schottische Tänze»                                         | tradicional                            | Molendinar                 |          |  |
| 6.     | «La letanía de los poderosos» («Die Litanei Der Mächtigen») | Gabino Palomares                       | Amparo Ochoa               |          |  |
| 7.     | «La consigna»                                               | Carlos Mejía Godoy                     | Carlos Mejía Godoy         |          |  |

Además existen referencias que incluyen entre los temas 5 y 6 del Lado B, la canción «Streit Und Kampf», escrita por Erich Mühsam, musicalizada por Ernst Busch e interpretada por Karls Enkel.

## Créditos[2]
- JAMEPO: diseño
- Karl Heinz Ocasek: notas